# Sävar-Holmöns församling
Sävar-Holmöns församling är en församling inom Svenska kyrkan i Södra Västerbottens kontrakt av Luleå stift. 
Församlingen utgör ett eget pastorat och ligger i Umeå kommun, Västerbottens län.

## Administrativ historik
Församlingen bildades av en sammanslagning av Sävars och Holmöns församlingar 1 januari 2007 och bildade då ett eget pastorat.

## Kyrkor
- Sävar kyrka
- Holmöns kyrka
- Botsmarks kyrka
- Bullmarks kapell